# 异片苣苔属
异片苣苔属（学名：Allostigma）是苦苣苔科下的一个属。

## 下属物种
本属包括以下物种：
- 广西异片苣苔 Allostigma guangxiense W.T.Wang, 1984